# Кожла
Кожла-ава (Кожла-ньё) (мар. кож — ель, ла — обозначение местности; ньё — мать) — женское божество марийского пантеона.

## Описание
Кожла (фин. kuusi, «ель») была покровительницей леса, подательницей лесных благ и одновременно воплощением связанных с лесом опасностей. В мордовской мифологии ей соответствовала Вирка, дочь Ине Нармонь, сестра самого Нишке. Первоначально представлялась в виде тотемного животного: медведя, белой белки, либо дерева. Позднее приобрела антропоморфные черты, являясь людям в облике трёхметровой великанши с ногами как брёвна, разноцветными волосами и глазами, в шапочке из кожи филина.

## Мифы
В одной из марийских сказок жена втыкает в шляпу отправившегося на охоту мужа перья совы и филина — фетиши богини и, кроме того, даёт персть с подношениями Кожле. Охотник становится свидетелем суда лесной владычицы над зверями. Провинившихся «подданных» богиня дарит уважившему её охотнику. В другой сказке Кожла разъезжает верхом на лосихе, угоняет стадо марийца, который пас его на горельнике. Жена неудачливого пастуха отправляется с мужем в лес. Там супруги сажают молодые деревца, а потом разводят костёр, на котором готовят угощение для лесной владычицы — кашу и медовый напиток. Богиня является к людям в белоснежной одежде, увенчанная серебряной короной со звездой и двумя большими серебряными бляхами на груди. Отведав подношений, она возвращает мари стадо, а его жене помогает забеременеть.

## Семья и культ
У Кожла имелся супруг — Кожла-Юмо. Он являлся людям в облике старика в белой одежде (как белорусский Белун), иногда верхом на лошади. Кожла-Юмо следил за порядком в лесу, перед пожаром свистом и кнутом перегонял зверей и птиц в безопасное место. Как покровитель лесных зверей, он помогал в охоте тем, кто делает ему надлежащее подношение. Кожла-Юмо мог лишить охотника удачи за то, что тот не соблюдал сроки охоты или промышлял тотемных зверей, например, медведя. Кожла-Юмо поощрял трудолюбие: он являлся дровосекам и заставляет их собирать для него ягоды, грибы, валежник. Отказавшихся исполнить его волю гнал до самого дома, и они возвращались из леса ни с чем. Если Кожла-Юмо сердился, весь лес начинал трястись и завывать, иглы и листья сыпались с деревьев. Иногда он требовал подношение стуком в дерево. Устраиваясь в лесу на ночёвку, просили Кожла-Юмо не причинять вреда. Охотники делали зарубку на дереве и клали в неё кусок хлеба, чтобы охота была удачной. Иногда богам лесам посвящали напитки в священной роще. Им молились, отправляясь в лес, при охоте на зайцев и других зверей.